# 李晓驷
李晓驷（1962年8月—），湖北武汉人，中华人民共和国外交官，曾任中华人民共和国驻奥地利共和国特命全权大使。

## 生平
1983年，毕业于广州外国语学院西语系德语专业，进入中华人民共和国邮电部工作。1985年，调入外交部，先后在外交部西欧司、驻德国大使馆任职，期间赴汉堡大学进修一年。2001年，任驻德国大使馆参赞、政治处主任。2007年3月，出任中华人民共和国驻苏黎世总领事兼驻列支敦士登总领事。2010年，任驻德国大使馆公使。2016年9月，出任中华人民共和国驻奥地利大使。2022年11月，自驻奥地利大使离任。

## 家庭
已婚，有一女。